# Басино (Павија)
Басино је насеље у Италији у округу Павија, региону Ломбардија.
Према процени из 2011. у насељу је живело 42 становника. Насеље се налази на надморској висини од 66 м.